# Klosterruine Heiligenberg

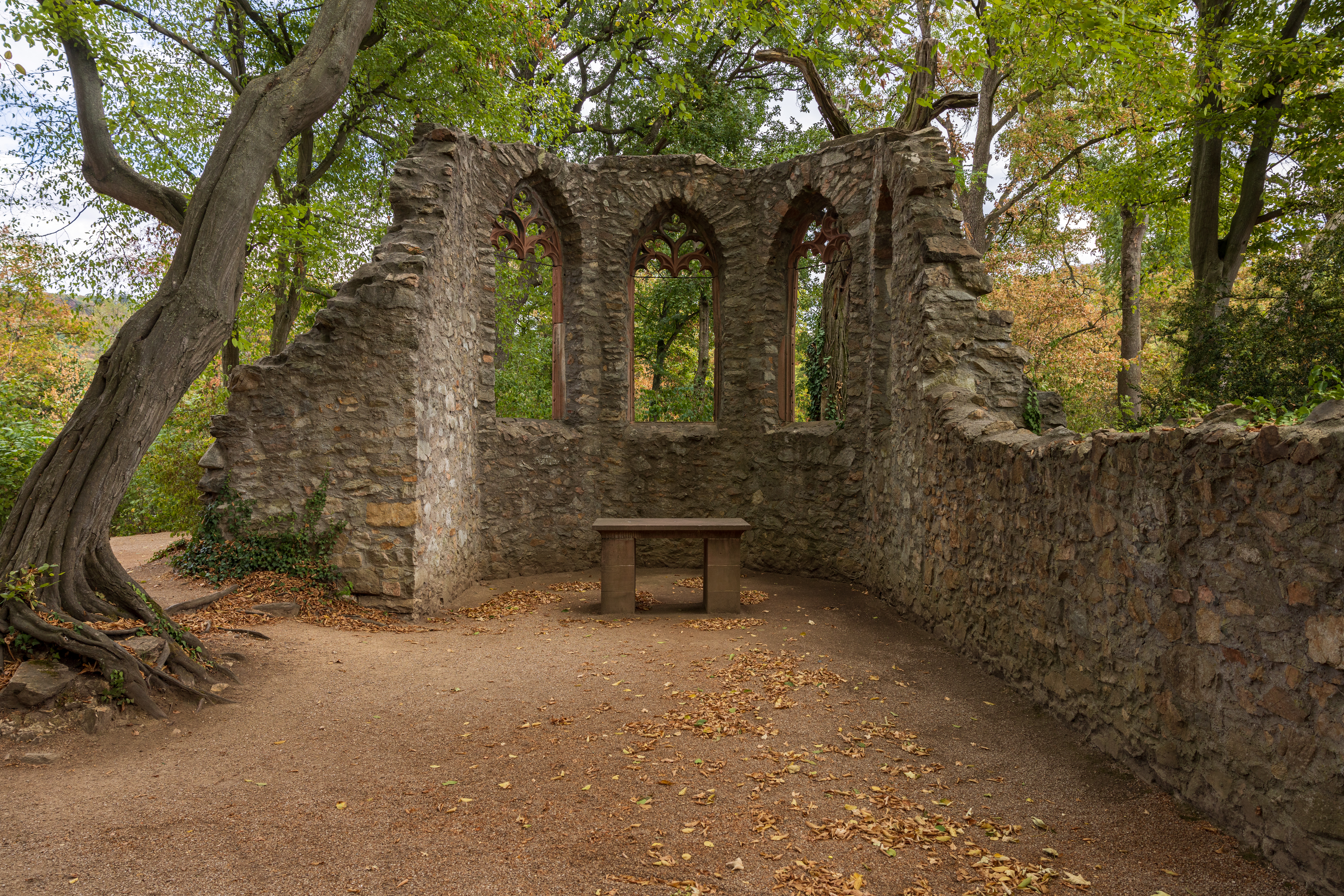
Chor der Klosterruine, Blick nach Osten

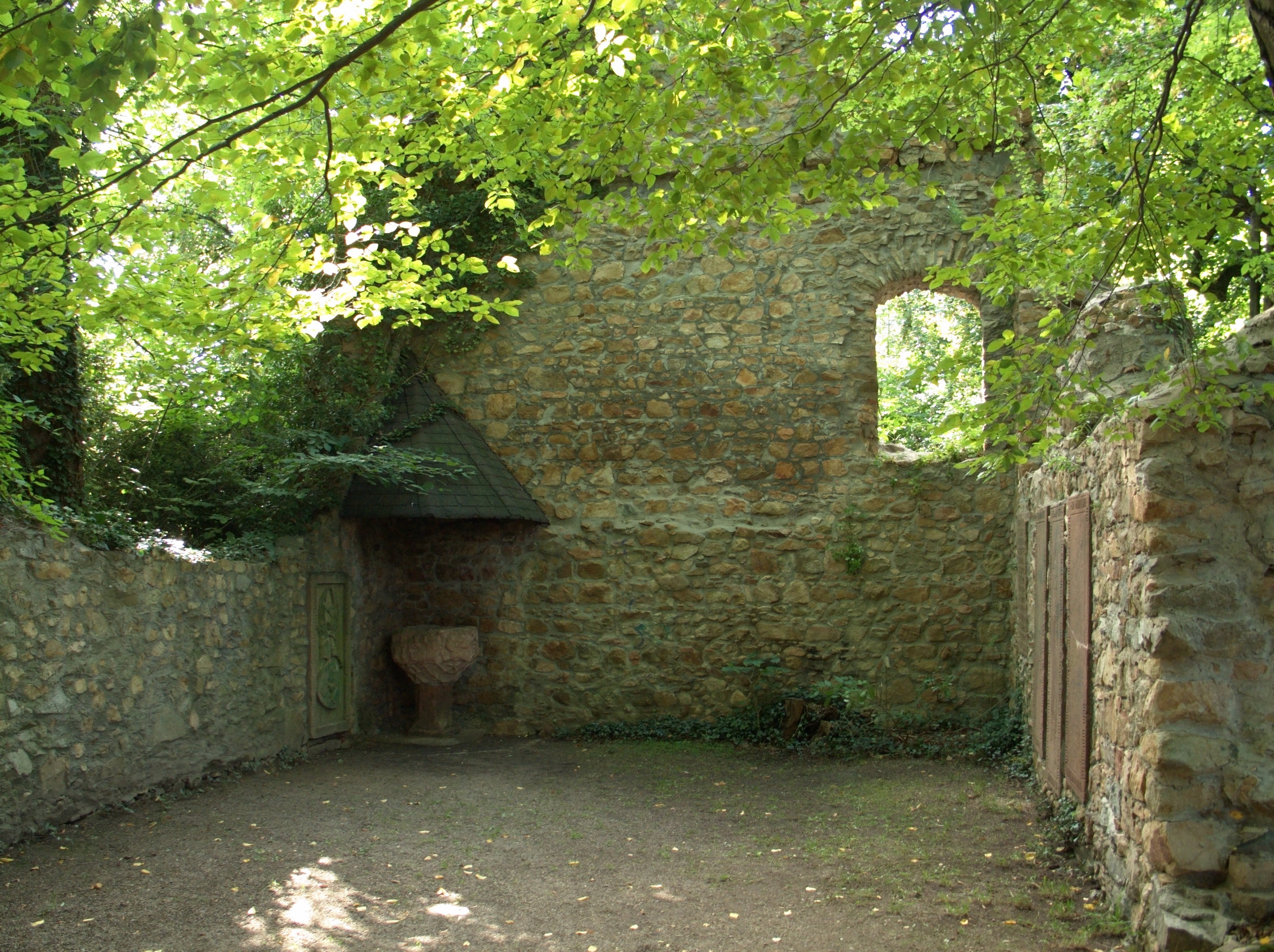
Blick ins Innere der Klosterruine nach Westen Richtung Jugenheim, links Taufstein und Grabplatte des Conrad von Weinsberg-Breuberg; gegenüberliegende Wandseite: Grabplatten der Familie Oberkeim aus dem Ende des 15. Jahrhunderts

Die Klosterruine Heiligenberg (in Urkunden nach 1413 auch Lorscher Kloster auf dem heiligen Berge genannt) ist der Überrest eines hochmittelalterlichen Nonnenklosters auf dem Heiligenberg bei Jugenheim, einem Ortsteil von Seeheim-Jugenheim im Landkreis Darmstadt-Dieburg in Hessen.
Das Kloster wurde spätestens Mitte des 13. Jahrhunderts von den Herren von Bickenbach gegründet, die zwischen Wurzelbach im Osten und Gernsheim am Rhein, mit dem späteren Jugenheim und der Mutterkirche Bickenbach im Zentrum ihr erstes Herrschaftsgebiet aufbauten und zuerst vom Weilerhügel bei Hähnlein (heute Alsbach-Hähnlein) aus, nach 1241 über ihre Burg Bickenbach (heute Schloss Alsbach genannt) kontrollierten. Das 1413 dem Kloster Lorsch übereignete Kloster ist noch bis um 1550 urkundlich belegt; ab diesem Zeitraum wurde das damals kurpfälzische Kloster reformiert und wahrscheinlich ab 1556 als Teil der in diesem Jahr säkularisierten Domäne Lorsch weiterbetrieben. Spätestens im Dreißigjährigen Krieg wurde es zur Ruine. Seine Weinberge wurden, wie die Erwähnung eines Kelterhauses des Klosterbetriebes Lorsch 1632, und, nach anderen Quellen belegt, auch nach dem Dreißigjährigen Krieg bis ins 18. Jh. bewirtschaftet. Das heutige Erscheinungsbild stammt in wesentlichen Teilen von einem partiellen Wiederaufbau 1831 als romantische Ruine unter Einbeziehung historischer Mauerreste, den Großherzogin Wilhelmine von Hessen und bei Rhein veranlasst hatte. Auch die Weinberge ließ sie wieder instand setzen. Die Klosterruine ist Teil des hessischen Kulturdenkmals Gesamtanlage Heiligenberg.

## Lage

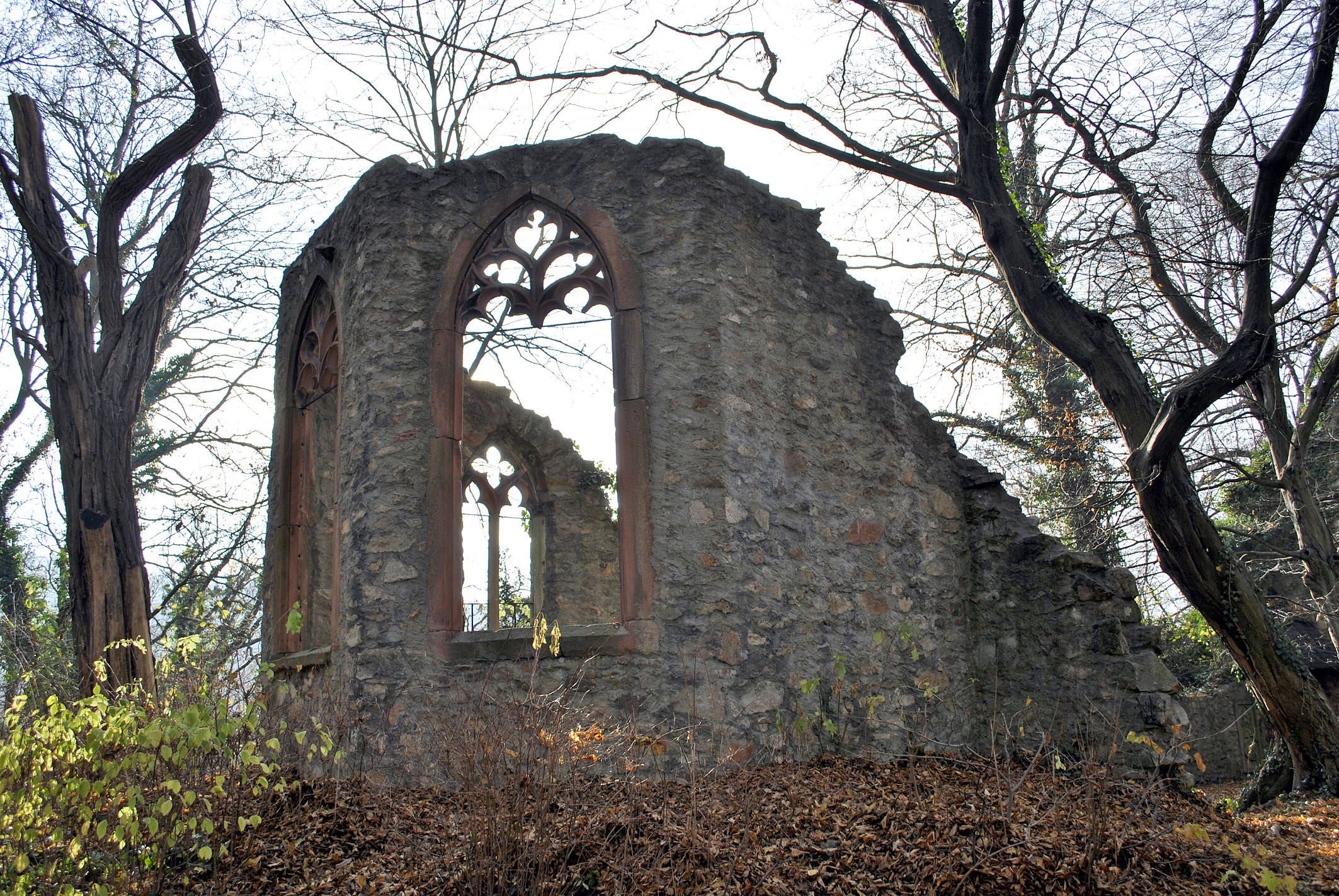
Die Ruine auf dem Heiligenberg

Die Ruinen des ehemaligen Klosters befinden sich knapp 240 m westlich des Schlosses Heiligenberg auf dem gleichnamigen Berg (213 m ü. NHN) an der Bergstraße, östlich etwa 90 Höhenmeter oberhalb von Jugenheim, rund dreizehn Kilometer südlich von Darmstadt. Der das Kloster tragende Bergsporn, der eigentliche Heiligenberg mit weitem Ausblick auf die Rheinebene wird vom Stettbacher Tal im Norden mit dem namengebenden Stettbach und dem Balkhäuser Tal im Süden eingefasst, durchflossen vom sogenannten Quaddelbach. Im 19. Jahrhundert angelegte Wanderwege verbinden jenseits des Marienberges das früher zum Schloss gehörende Gut Talhof, im Norden über die Höhenzüge der nördlichen Bergstraße die Ruinen der Burgen Tannenburg und Frankenstein, im Süden das früher zum Kloster gehörende, im Tal gelegene Nonnenbrünnchen und jenseits davon über die Bauernhöhe hinweg die Ruine der Burg Jossa unterhalb des Darsberges und den Melibokus, an dessen Westhang sich die Ruine des oben erwähnten Alsbacher Schlosses findet.

## Geschichte

### Gründung
Am Ort des Klosters vermutete Horst Wolfgang Böhme zwar eine ältere spätkarolingische/ottonische Befestigung und Gerichtsstätte der späteren Herren von Bickenbach, doch konnte weder der Großherzoglich Hessische Finanzrat August Konrad Hofmann beim Bau seines Hofgutes im heutigen Schlossareal Anzeichen früherer Bebauung finden, noch trat bei der in seinem Auftrag durchgeführten Ausräumung des Klostergeländes etwas zu Tage, was als Beleg für diese Annahme hätte dienen können. An dieser Fundsituation hat sich seither nichts geändert.
Da der Konvent in einer Urkunde von 1413 dem franziskanischen Orden zugeordnet wurde, nahm Walther Möller 1922 an, das Nonnenkloster sei im zweiten Viertel des 13. Jahrhunderts durch Gottfried von Bickenbach und seine Ehefrau Agnes, eine geborene Wildgräfin zu Dhaun und Schwester des Erzbischofs von Mainz Gerhard I. Wildgraf von Dhaun und Kyrburg, gegründet worden. Hierbei dürfte, folgt man dem 1910 erschienenen Beitrag von Adolf Zeller, eine bereits bestehende Kirche genutzt worden sein. Nach dessen Grabungen im Jahre 1906 ist zumindest diese Kirche eher in das späte 10. oder frühe 11. Jahrhundert zu datieren. Das zuvor in der Region reich begüterte und einflussreiche Reichskloster Lorsch, das bis dahin in diesem Raum keine konkurrierenden Konvente aufkommen ließ, war 1232 dem Erzstift Mainz inkorporiert und somit stark geschwächt worden. Anfangs lebte die Frauengemeinschaft auf dem Heiligenberg möglicherweise zunächst nach der Benediktsregel. Wann genau dieses Kloster wirklich gegründet wurde lässt sich bis heute nicht sicher sagen; als frühester Befund finden sich die Fundamente der Klosterkirche, die das Ende des 10. Jahrhunderts möglich machen, und die erste Urkunde, die als spätestmöglichen Zeitpunkt das dritte Viertel des 13. Jahrhunderts anbietet:
Konrad (II.) von Bickenbach und seine Ehefrau Jutta von Falkenstein (auch „Guda“ bzw. „Ruda“ genannt, in zweiter Ehe mit Konrad verheiratet) schenkten dem Kloster auf dem Heiligenberg 1264 die Hälfte seines Hofs auf Hartenau. Dies gilt als erste Erwähnung des Konvents, wenn auch nur vermutet werden kann, dass in der inschriftlichen Erwähnung des 15. Jahrhunderts mit „Conrad Herrn auf Tannenberg“ tatsächlich Konrad von Bickenbach gemeint ist. Da die besagte Inschrift die Gründung der Jugenheimer Pfarrkirche im Jahr 1263 nennt und einem wohl als Konrad von Bickenbach zu identifizierenden Konrad von Tannenberg zuschreibt, wurde vermutet, dass dieser auch das Kloster zu dieser Zeit gestiftet hat. Wenn sich die Nachricht der Zimmerischen Chronik aus der Mitte des 16. Jahrhunderts „So ligen iren vil in ainem clösterle under Bickenbach die Bergstraß hinab uf ainem berg“ auf dieses Kloster bezieht, dürfte es als Grablege für die Herren von Bickenbach gedient haben. Grabsteine von Angehörigen dieser Familie sind jedoch erst aus späterer Zeit bekannt, im Kloster Himmelthal sind dagegen mehrere aus dem 14. Jahrhundert erhalten. Das Kloster beherbergte wohl stets nur wenige Nonnen. Bei den bisherigen Grabungen konnten außer den drei in der Klosterkirche nachgewiesenen Bestattungen keine weiteren Gräber festgestellt werden, der Ort des zu vermutenden Klosterfriedhofes ist unbekannt.

### Klosterwidmungen
1304 wurden dem Kloster Anteile der vier Brüder Reinhard, Gerhard, Giso und Conrad aus dem Geschlecht der von Jazo gewidmet. Diese waren mit den Bickenbachern nah verwandt, erbten um 1290 Anteile Konrads und Gudas, aus denen das Amt Jossa geformt wurde, und errichteten um 1300 die Burg Jossa auf dem nahe gelegenen Dagsberg, dessen Name auch als Synonym für den der Burg benutzt wurde. 1322 wurde die Übertragung des großen Zehnten aus Jugenheim an das Kloster bestätigt, bewilligt durch den Lehensherrn Gottfried II. von Bickenbach. 1337 folgten Gülten des Alsbacher (Aldisbacher) Hofes der Bickenbacher durch Ulrich I. von Bickenbach im Namen seiner Frau Elisabeth und seiner Tochter Agnes, der späteren Gräfin von Katzenelnbogen nach ihrer Heirat mit Eberhard III. von Katzenelnbogen. Für 1340 erfolgten Bestätigungen durch den Edelknecht Gerlach Haelstein, 1353 durch Edelknecht Gizo von Jossa und 1361 durch Edelknecht Rabenolt von Tannenberg dem Ältesten an das Kloster, die durch Urkunden im Lorscher Judicialbuch nachgewiesen sind.

### Übergang an das Kloster Lorsch
Wohl auf Betreiben der Lorscher Prämonstratenser inkorporierte der Mainzer Erzbischof Johann von Nassau-Wiesbaden-Idstein im Jahre 1413 das Nonnenkloster dem Kloster Lorsch und übergab ihm den gesamten Besitz des Klosters Heiligenberg. Die letzten beiden Nonnen des Klosters, namentlich benannt als Grete von Hattstein und Elisabeth von Ramstadt, sollten eine lebenslange Leibrente durch das Kloster Lorsch erhalten. Anders als in dieser Urkunde beschrieben, verfügte das Frauenkloster wahrscheinlich über ausreichende Einkünfte für den Unterhalt.
Die Verwaltung der Güter wurde einem Angehörigen des Lorscher Konvents übertragen, der in Jugenheim seinen Sitz hatte. Auch das Patronat der Jugenheimer Pfarrkirche war zum Prämonstratenserstift gekommen, sodass Lorscher Kanoniker als Pfarrer in Jugenheim eingesetzt wurden. Zunächst mussten aber die Bezüge des Pfarrers geregelt werden, die strittig waren. 1427 wurde hierzu ein Vergleich geschlossen. Im Lorscher Nekrolog wird ein Lorscher Kanoniker Petrus von Bensheim genannt, der vermutlich 1450 auf dem Heiligenberg starb.
1450 übergaben Hans IV. von Wallbrunn und seine Frau Adelheid vom Hofe (von Limburg), die im selben Jahr starb, nochmals Gülten für das Kloster, die aber schon offiziell dem Kloster Lorsch gewidmet wurden. Für 1467 und 1476 sind urkundliche Nachrichten über Streitigkeiten mit dem Ort Jugenheim überliefert. 1479 wurde Eberhard von Wasen, Lorscher Propst, urkundlich erwähnt, als er dem Kloster auf dem Heiligenberg Erträge von Grundstücken in Alsbach zukommen ließ. 1480 und 1492 wurde das Kloster mit Erbleihen von Grundstücken in Urkunden genannt.
Am 20. September 1493 wurde der ehemalige Lorscher Propst Eberhard Scheubel († 1526) Pfarrer in Jugenheim. Sein Vorgänger war sein Nachfolger als Propst, Johann Sellator († 1497) aus Bensheim. Als letzte Nennung im Lorscher Necrolog erscheint ein Propst Nicolaus Lindener, verstorben am 5. März 1535, der auf dem Heiligenberg tätig war.

### Niedergang im Dreißigjährigen Krieg
Jugenheim und der Heiligenberg hatten wie das ganze Land im Rhein-Main Gebiet besonders stark unter den Auswirkungen des Dreißigjährigen Krieges zu leiden. 1621 zogen nacheinander spanische, kaiserliche unter Tilly und die Mansfelder protestantischen Truppen unter Peter Ernst II. von Mansfeld die Bergstraße entlang. Mansfeld besetzte Darmstadt und plünderte die umliegenden hessisch-darmstädtischen Besitzungen. Von Spaniern und Baiern zum Rückzug gezwungen, wurde er von Tillys Kroaten verfolgt. Am 9. Juni 1621, am Himmelfahrtstag, wurde Jugenheim von zweitausend vom Mühltal kommenden Kroaten gebrandschatzt; aus dem Jahre 1629 wird von einem weiteren großen Brand berichtet. Das Kirchenbuch Jugenheims verzeichnete im Jahre 1632, das „Nonnenklösterlein auf dem Heiligenberg sey nunmehr gantz verfallen, daz nur die alte vestigia (Spuren) noch zu sehen seindt.“. 1634 fielen schwedische Truppen in den Odenwald und die Bergstraße ein, gefolgt von ihnen nachsetzenden kaiserlichen Truppen. Zu diesem Zeitpunkt war der Heiligenberg verwüstet, auf lange Jahre fand weder Obst- noch Weinbau statt. Die wenigen überlebenden Bauern nutzten ihn nur noch zur Viehweide. Das bald nach 1550 vom Heiligenberg in die Kellerei in Zwingenberg verlegte Zentgericht tagte dort am 18. Dezember 1649 zum ersten Mal wieder, nachdem vorher die „Jugenheimer Cent vorgenommen“ worden war.

### Wechselnde Besitzer (ab 1769)
Am 14. März 1769 wurde Carl Joseph Franz Wolfgang von Hausen und Gleichenstorff, später Erbauer des Palais von Hausen in Lorsch und Mainzer Oberforstmeister der Oberförsterei Bergstraße, vom Mainzer Kurfürsten Emmerich Joseph von Breidbach zu Bürresheim mit dem gesamten Heiligenberg belehnt. Die kurmainzischen Besitzungen des Klosters Lorsch und damit auch das Kloster auf dem Heiligenberg fielen mit der Säkularisation 1803 an die Landgrafschaft Hessen-Darmstadt. Die Herren von Hausen und Gleichenstorff wurden dadurch für den Heiligenberg Hessen gegenüber pachtpflichtig, konnten aber in der Folgezeit diesen Verbindlichkeiten nicht nachkommen.
Nach längerem juristischem Streit wurden sie von Großherzog Ludwig I. enteignet und der Heiligenberg 1810 dem geheimen Finanzrat August Konrad Hofmann als Dank für seine Sanierung der hessischen Staatsfinanzen geschenkt. Hofmann ließ am Westhang des späteren Marienberges ab 1813 ein Gut errichten und erste Sicherungsarbeiten in der Klosteranlage vornehmen. Für den dort gelegentlich vermuteten Fronhof des 11. oder 12. Jahrhunderts ergaben sich hier und bei den Bauarbeiten von 1813 bis 1816 keine Nachweise. Auch in neuerer Zeit (Stand 2017) kamen trotz umfassender Kanal- und Leitungsbaumaßnahmen der letzten Jahre im Umfeld des Schlosses wie schon 1876 beim Bau der neuen Auffahrt und des Schlossteichs keine vor das 19. Jahrhundert zu datierenden Funde ans Tageslicht.
Im Jahre 1827 erwarb die Ehefrau des hessen-darmstädtischen Erbherzogs Ludwig II. von Hessen und bei Rhein, Wilhelmine Luise von Baden, das Hofgut und ließ mit Hilfe des Baumeisters Georg Moller das Landgut zum Schloss Heiligenberg ausbauen, in größerem Maße ab 1830, nachdem sie Großherzogin von Hessen und bei Rhein geworden war. Ab 1831 folgte dann die Renovierung bzw. Neuausgestaltung der ehemaligen Klosteranlage. Auch ihre Nachfahren führten bis 1905 weitere Ausbaumaßnahmen am anfangs nur als Sommersitz genutzten Ensemble durch.
1873 berichtete der deutsche Historiker und Geograph Georg Wilhelm Justin Wagner (1793–1874) in seiner Schrift über die Klöster im Großherzogtum Hessen, dass die Ruinen 1848 „durchforscht wurden“.

### Umwandlung in eine romantische Ruine

Grundriss des Klosters (Zeller, 1906) mit Erläuterungen:
schwarz: Ergänzungen von 1830/1866
dunkel schraffiert: Originalmauerreste
hell schraffiert: Fundamentreste

Großherzogin Wilhelmine von Hessen und bei Rhein ließ ab 1831 im Sinne der Romantik auf den Fundamentresten des Chores der Klosterkirche eine künstliche Ruine errichten, für die Maßwerk der abgerissenen Kirche in Gronau bei Bensheim benutzt wurde. Noch vorhandene Baureste des Klosters wurden dabei einbezogen, die massiven Mauerpfeiler des alten Chorbogens wurden abgetragen. Die Ruine war damit Teil einer offenen Parkanlage, die vom Schloss bis zu den Weinbergen am Südwesthang des Heiligenberges reichte. Zu dieser Zeit konnte der Besucher noch ungehindert auf die Wiese südlich der Kirchenruine gelangen, die ein kleiner „Tempel“ schmückte. Westlich davon schloss sich, den alten Eselspfad jenseits des Torhauses begleitend, ein Kirschgarten an. Die westlich an den Chor anschließende Mauer wurde erst 1866 bei der Einfriedung des Kreuzgartens hinzugefügt.

### Die Zellerschen Grabungen
1906 führte Regierungsbaumeister Adolf Zeller aus Darmstadt Grabungen im Gelände durch. Dabei konnte der westliche und südliche Grundriss der Klosteranlage rekonstruiert werden. Der Bereich der Klosteranlage östlich und nördlich der Kirchenruine sowie die direkte Umgebung der Zentlinde (auch Centlinde) wurden noch nicht wissenschaftlich untersucht.

## Beschreibung der ergrabenen mittelalterlichen Anlage
Es sind kaum sichtbare Spuren der mittelalterlichen Anlage erhalten geblieben. Erst die Ausgrabungen zu Beginn des 20. Jahrhunderts zeigten Strukturen der Klosteranlage auf.
Adolf Zeller konnte durch seine Ausgrabungen wesentliche Elemente der Klosteranlage nachweisen, von deren mittelalterlichen Teilen zuvor nichts mehr zu erkennen war:
Die Anlage gliederte sich in eine kleine nach Osten ausgerichtete Kirche mit einer Mauerstärke von 1,32 Metern im Bereich der Nord- und Südwand und 1,5 Metern der Westwand bei einer Größe des Schiffes von 8 × 6,5 Metern. Die Größe der Kirche von Außenkante zu Außenkante betrug 14,02 × 9,18 m. Links und rechts des Rundchores befanden sich Mauerpfeiler mit einer Stärke von 2,20 Metern. Beidseitig des Chorbogens wurden westlich die Fundamente zweier gemauerter Altäre ergraben, vor denen jeweils ein ungestörtes Erwachsenengrab und über dem nördlichen das (offensichtlich geplünderte) Grab des Conrad von Weinsberg lag. Anhand der ergrabenen Fundamente datierte Zeller die Kirche in die Frühromanik. Die Kirchenerweiterung im Westen lässt durch ihren quadratischen Grundriss und Zellers Skizzen auf einen vermutlich um 1240 angefügten Turmbau mit 90 Zentimeter Mauerstärke schließen.
Südöstlich der Chorfundamente fand Zeller eine runde Zisterne „von geringer Tiefe“; ihr wurde durch einen flachen Kanal das Regenwasser von Kirche und Wohngebäude zugeführt. Darüber hinaus benötigtes Wasser musste von einer Quelle im Balkhäuser Tal, dem Nonnenbrünnchen, herangeschafft werden. Im Süden schloss sich ein unterkellertes Wohngebäude an, mit einer außenliegenden Kellertreppe in der Mitte der Westseite und Gewölberesten in den Ecken. Anhand der Menge der Ziegelscherben ging man davon aus, dass sowohl das Wohngebäude als auch die Kirche mit sogenannten Mönch-und-Nonne-Dachziegeln gedeckt war. Südlich dieses Gebäudes fand Zeller auf der Hangkante die Fundamente der Umfassungsmauer und die noch sichtbaren Außenmauern zweier Nebengebäude, von denen die westliche nachträglich mit einer vorgelagerten Schildmauer verstärkt worden war. Südlich der Zentlinde steht eine Außenmauer, die vor rund 250 Jahren noch Fenster an ihrer Oberseite aufwies; offensichtlich befand sich dort als westlicher Abschluss der Klosteranlage ein mehrgeschossiges Torhaus, dessen Zugang noch bis zur Einfriedung des gesamten Kreuzgartens 1866, als das Goldene Kreuz errichtet wurde, im Gelände erkennbar war.

## Einzeldenkmale in der Klosterruine

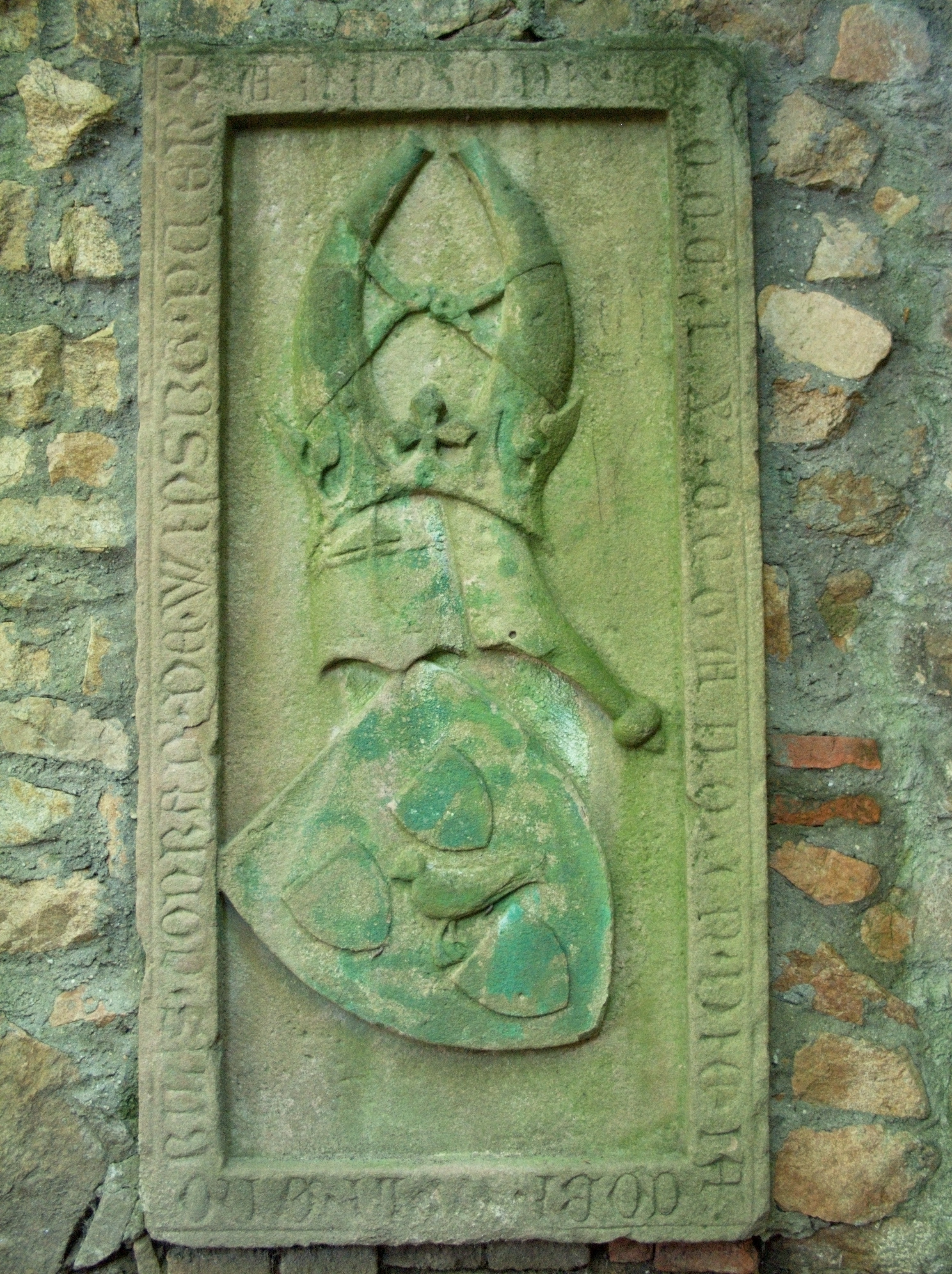
Epitaph an der Innenwand der Klosterruine

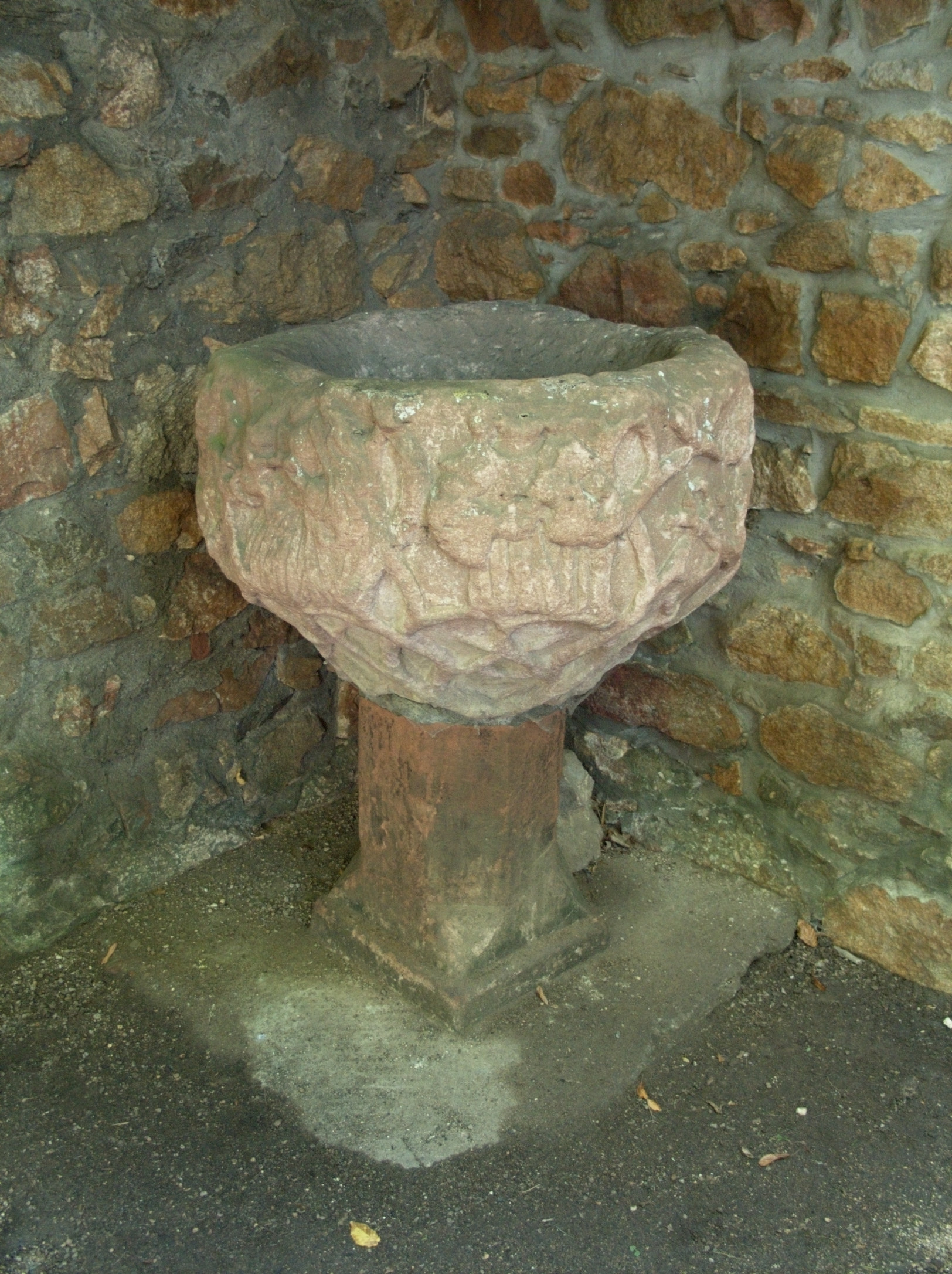
Der mittelalterliche Taufstein

Das am besten erhaltene Epitaph in der Ruine von 1368 ist Conrad von Weinsberg-Breuberg, Sohn Conrads VI. von Weinsberg-Breuberg und einer unbekannten Mutter, gewidmet. Nach Walter Möller heiratete Conrad VI. von Weinsberg-Breuberg 1365 Margarete Schenk von Erbach, die aber nicht die Mutter des in der Inschrift genannten Conrads sein kann, da in dem Grab die Überreste eines Jugendlichen und nicht die eines kleinen Kindes gefunden wurden. Dass Conrad als Jugendlicher gestorben war, wird im Wappen der Weinsberger mit dem kleinen Vogel zwischen den drei Schilden des Wappens symbolisiert. Durch Zellers archäologische Ausgrabungen, bei denen man auf der Nordseite der Klosterkirche ein Grab mit einem kleinen Sarg und darin den Schädel eines Jugendlichen fand, konnte die Zuordnung bestätigt werden.
Die Platte aus rotem Sandstein ist heute innen an der Südwand des Langhauses angebracht. Möglicherweise war sie um 1840 schon dort, wie eine Zeichnung von C. Schilling von vor 1840 vermuten lässt, in der neben dem Taufstein eine Grabplatte zu sehen ist; diese kann aber nicht genau zugeordnet werden. Die Inschrift besteht aus gotischen Majuskeln, als Worttrenner dienen Quadrangel. Der Beginn der Inschrift wird links oben durch ein Andreaskreuz gekennzeichnet und umläuft den Rand zwischen Linien. Im eingetieften Feld ist das reliefartige Vollwappen zu sehen.
Der Text wurde wie folgt entziffert:
„+ ANNO · D(OMI)NI · M° / · CCC° · LX° · OCTAUO · IN · DIE · IA/COBI · AP(OSTO)LI · O(BIIT) · NO/BILIS · CONRAD(US) · DE · WINSB(ER)G · PUER“
und lautet übertragen etwa:
Im Jahre des Herrn 1368, am Tag des Apostels Jakobus (25. Juli) starb der edle Knabe Conrad von Weinsberg
Die Kirchenruine birgt noch weitere spätmittelalterliche Steinplatten, von denen vier in die gegenüberliegende nördliche Längsmauer eingelassen sind, schräg gegenüber dem Epitaph von Conrad von Weinsberg. Neben einer 1845 wiedergefundenen Stiftungstafel von 1480 sind das die Grabplatte der einer Gelehrtenfamilie aus Kirchbrombach entstammenden Stifterin Elisabeth von Oberkeim geborene Pfot(t), ihres Sohnes Johannes von Oberkeim, von 1461 bis 1466 als Schultheiß von Gernsheim nachweisbar, und dessen Gattin Margarethe Eitelyn von Gerentzheim (Eckelin von Gernsheim). Siegfried Enders vermutet, die Platten stammten wie der Taufstein aus der Jugenheimer Kirche, doch berichtet Scheins, er habe vom Prinzen Alexander persönlich erfahren, dass alle vier Grabsteine in der Klosterruine auch dort im Boden aufgedeckt worden seien. Wurde, wenn man den Zellerschen Befunden folgt, die Grabplatte des Conrad von Weinsberg noch zusammen mit einem neuen Bodenbelag installiert, so wurden die anderen Tafeln in den damals schon bestehenden Belag eingefügt. Nach den Raubgrabungen des 17. und 18. Jahrhunderts und der Entfernung der Tafeln durch die Großherzogin im Jahr 1830 kann dies das völlige Fehlen beider Bodenbelagsschichten im Mittelbereich der Klosterkirche erklären.
Die adlige Familie von Oberkeim stammt aus der Gegend um Obrigheim am Neckar. Der Ehegatte der Stifterin Martin von Oberkeim ist 1442 und 1447 urkundlich als Keller in Heppenheim nachweisbar. Elisabeth stiftete dem Kloster ein „ewiges Licht“ und zwei Jahrgedächtnisse, welche auf „ewiglich mit vier Priestern“ in „vigilia sancti Jacobi apostoli“ (dem 24. Juli) und „in die exaltationis sancte crucius“ (am 14. September) begangen werden sollten.
Ein 1483 für die Kirche von Jugenheim angeschaffter Taufstein steht heute geschützt durch eine kleine Überdachung in der Südwestecke der Klosterruine. Das achtseitige Becken stammt aus dem 15. Jahrhundert. Der rote Odenwälder Sandstein trägt auf dem Außenrand drei figürliche Darstellungen: den Gerichtsengel, Maria und einen Mann mit breitem Mantelkragen. Alles ist mit Rankenwerk umgeben. Pfarrer Westernacher stellte den zu diesem Zeitpunkt als Ententrog im Hof des damaligen Pfarrhauses dienenden Taufstein 1831 der Großherzogin Wilhelmine zur Verfügung. Eine Abbildung der Klosterruine von etwa 1836 zeigt diesen im Inneren der Kirchenruine, wenn auch an anderer Stelle als heute.
Seit 2008 steht im Chor der Kirchenruine ein Altar aus Sandstein, der vorher seinen Platz in der evangelischen Bergkirche hatte.

## Heutige Nutzung
Seit 2008 bemüht sich die Stiftung Heiligenberg Jugenheim darum, alle Sehenswürdigkeiten auf dem Heiligenberg zu erhalten und zu pflegen. Aus den jährlichen Erträgen der Stiftung, für die eine anonyme Privatperson das Gründungskapital zur Verfügung stellte, sollen Maßnahmen an der gesamten Schloss- und Parkanlage durchgeführt werden. Durch eine gelernte Gärtnerin und auf historische Gartenanlagen spezialisierte Gartenbauarchitektin wurde ein ausführliches Gutachten nebst Pflegeplan erarbeitet, der seit 2013 vor allem von freiwilligen Helfern Stück für Stück umgesetzt wird und zum Ziel hat, den Park auf dem Heiligenberg so weit wie möglich wieder dem historischen Zustand anzunähern.
(Seit 2016 wurde die  ehrenamtliche Tätigkeit immer stärker eingeschränkt und einer Fachfirma übertragen, was sich der Umsetzung des Parkpflegewerkes nicht unbedingt als förderlich erwiesen hat.)
Die Kirchenruine ist frei zugänglich und steht als hessisches Kulturdenkmal unter Schutz.

## Kulturdenkmal Gesamtanlage Heiligenberg

Lageplan des Kulturdenkmals „Gesamtanlage Heiligenberg“ bei Jugenheim an der Bergstraße, Gemeinde Seeheim-Jugenheim.

Auf dem Heiligenberg gibt es eine Vielzahl von Kulturdenkmälern, die wie die Klosterruine einen starken Bezug zur Historie Südhessens, der Bergstraße und des Odenwaldes haben und eng mit der Geschichte des Hauses Hessen, der russischen Zarenfamilie sowie dem britischen Königshaus verbunden sind. Der heutige Kreuzgarten auf dem eigentlichen Heiligenberg umfasst die alte Gerichtsstätte sowie die Klosteranlage, das Goldene Kreuz, das Mausoleum und die Grablege der Stammeltern des zweiten Hauses Battenberg. Die Ruine der Klosteranlage und die Einzeldenkmale im Kreuzgartenareal sind neben Schloss Heiligenberg am Fuße des Marienberges und der dazugehörigen Parkanlage wegen ihrer zusätzlichen kulturhistorischen und geschichtlichen Bedeutung nach dem Hessischen Denkmalschutzgesetz als Kulturdenkmal eingestuft.
Zur Gesamtanlage Kulturdenkmal Heiligenberg gehören neben der Klosteranlage folgende als Kulturdenkmäler ausgewiesene Objekte (siehe auch Liste der Kulturdenkmäler in Seeheim-Jugenheim):
- Die 1263 ersterwähnte Bergkirche Jugenheims auf halber Höhe des Heiligenberges, etwa 250 Meter nordwestlich der Klosterruine, ist mit der Geschichte des Klosters eng verbunden. Selbst nach der Einführung der Reformation in Jugenheim im Jahr 1539[51] wurden die Jugenheimer Pfarrer weiterhin von Lorsch bestellt, was auch nach der Umwandlung Lorschs in eine kurpfälzische Domäne so blieb. Selbst der Übergang Lorschs an Kurmainz änderte hieran nichts. Nach mehreren Um- und Ausbaumaßnahmen erhielt die Kirche im Jahre 1856 ihre heutige Gestalt. Sehenswert ist unter anderem eine in einer Wandnische über dem Hauptportal untergebrachte spätmittelalterliche Reliefplastik (Kopie) des den als Drachen symbolisierten Antichristen tötenden Erzengels Michael. Im Inneren der Kirche hängt im Chorbogen das im Jahre 1739 von dem Darmstädter Bildhauer Eckhardt geschnitzte Kruzifix, rechts davor steht ein Taufstein aus schwarzem Marmor, im Jahre 1869 von Prinz Alexander anlässlich der Konfirmation seiner ältesten Tochter Marie gestiftet. In der Südwand ist eine um das Jahr 1480 entstandene Stiftungsplatte eingelassen, die die Stiftung der Kirche im Jahre 1263 durch „Konrad von Tannenberg“[52] ausweist. Nur an besonderen Festtagen wird die von Zarin Marie gestiftete, in einem russischen Kloster gefertigte Altardecke aufgelegt.
- Die auf gleicher Höhe wie das Kloster gelegene Schlossanlage Heiligenberg rund 240 Meter östlich am Fuße des Marienberges ist vom Kloster durch die den Heiligen- vom Marienberg trennende Schlossteichsenke getrennt. 1813–1816 errichtete der hessische Hofkammerrat August Konrad Hofmann dort ein Hofgut, das 1827 in den Privatbesitz der späteren Großherzogin Wilhelmine überging. Diese ließ es ab 1830 durch den Darmstädter Hofbaudirektor Georg Moller zu ihrem Sommersitz ausbauen. Auch nach ihrem Tod 1836 gab es mehrere Erweiterungen; seine heutige Gestalt erhielt das Schloss im Jahre 1905, als Wilhelmines Enkel Prinz Ludwig Alexander von Battenberg die Dächer der beiden Türme einheitlich eindecken und die große Pergola am Westabschluss des Schlossgartens errichten ließ. Nordöstlich des Schlosses steht das um 1860 als Gesindehaus errichtete „Russenhaus“, in dem sich heute ein von der Stiftung Heiligenberg Jugenheim geführtes Archiv und ein Museum befindet, das sich mit der Geschichte der Familie Battenberg/Mountbatten befasst.
- Die das Schloss Heiligenberg umgebende Parkanlage wurde nach Wegzug des Pädagogischen Fachinstitutes lange nicht landschaftsgärtnerisch betreut, aber die Weihrauchzeder vor dem Hauptgebäude des Schlosses, der 1876 gepflanzte Mammutbaum am Schlossteich und andere exotische Pflanzen sind sehenswert. Der ursprüngliche Park überspannte eine viel größere Fläche als heute erkennbar ist und ging nahtlos in die ihn umgebende Landschaft der Bergstraße über.[53] Ihre erste Prägung erhielt die Anlage durch Wilhelmine von Baden, die dort viele Elemente der von ihr so geliebten[54] Rosenhöhe zitierte; in der zweiten Hälfte des 19. Jahrhunderts wirkte Hofgärtner Gernet, der nicht nur die Exotensammlung im Park vergrößerte, sondern östlich des Schlosses auch die Produktion von Lebensmitteln ausbaute. In der dritten Phase in den 1920er- und 1930er-Jahren wurden am Nordhang im östlichen Kammerforst und im Hausacker ebenfalls als Lebensmittelquelle größere Edelkastanienbestände angepflanzt. In jüngerer Zeit wurde der Hasel- oder Liebesgang, der früher vom Schloss am Rehhäuschen vorbei bis zum Eichenplatz vor der Klosterruine führte, im Teilstück zwischen Schloss und Rehhäuschen (siehe Lageplan) wiederhergestellt. Seit Herbst 2016 wird der schon von Wilhelmine angelegte Rosenhang südlich des Schlosses neu aufgebaut. Die Rosen hierzu stammen aus Karlovo, einer Stadt in Bulgarien, wo man sich Schloss Heiligenberg als Elternhaus des Prinzen Alexander von Battenberg besonders verbunden fühlt.
- Direkt neben der Klosterruine steht die Zentlinde, eine Sommerlinde, die früher auf etwa 1000, heute eher auf rund 800 Jahre geschätzt wird. An dieser Gerichtslinde tagte spätestens ab dem 13. bis ins 16. Jahrhundert das Zentgericht, das älteste der Grafen von Katzenelnbogen[55]. Sein Gerichtsbezirk war nahezu deckungsgleich mit dem alten Bickenbacher Kirchspiel bzw. der frühen Herrschaft Bickenbach und umfasste die Dörfer Jugenheim, Seeheim, Malchen, Ober-Beerbach, Stettbach, Schmal-Beerbach, Wurzelbach, Staffel, Balkhausen, Alsbach, Hähnlein und Bickenbach. Normalerweise tagte das Gericht einmal jährlich im Herbst nach Einbringen der Ernte, konnte in besonderen Fällen aber auch zu anderen Zeiten „beschrieen“ werden. Es war ein Hals- und Blutgericht[56]; alle waffenfähigen Männer der Zent waren verpflichtet zu den Gerichtssitzungen zu erscheinen. Vollstreckt wurden die Urteile auf dem 1356 ersterwähnten Galgenhügel[57], heute Hügelstraße in Jugenheim.[58] Vorsitzender des Gerichtes war der Zentgraf, in früher Zeit vermutlich das Haupt der Herrschaft Bickenbach, unter Katzenelnbogener und ab 1503 Erbacher[59] Herrschaft ein Beamter der jeweiligen Grafschaft.
- Das Goldene Kreuz wurde 1866 zum Gedenken an die vormalige Schlossherrin Großherzogin Wilhelmine von Hessen und bei Rhein errichtet und am 28. Mai 1866 von ihren vier überlebenden Kindern, Großherzog Ludwig III., Prinz Karl, Prinz Alexander und Zarin Marie eingeweiht. Es steht auf einem Sockel aus schwarzem Syenit aus Weißenstadt im Fichtelgebirge und ist 6, mit Sockel etwa 8 ½ Meter hoch. Mit seiner Blattvergoldung ist es von weitem aus der Rheinebene zu sehen. Vom Standort des Kreuzes aus hat der Besucher einen weiten Blick auf Worms am Rhein, am Horizont auf Sausenheim mit Burgruine Neuleiningen in der Pfalz im Süden, an Donnersberg und Rheinhessen vorbei bis nach Stockstadt am Rhein mit dem Naturreservat Kühkopf und jenseits davon zum Rheingau im Norden. Das Kreuz steht rund 50 Meter westlich von Klosterruine und Zentlinde. Bei seiner Errichtung wurde das Areal westlich der Kirchenruine mit einem eisernen Staketenzaun eingefriedet, wodurch der heutige Kreuzgarten entstand. Das neugotische Kleeblattkreuz war die letzte Arbeit des Darmstädter Hofbildhauers Johann Baptist Scholl[60] und ist in der für ihn typischen Kerbschnitttechnik gestaltet.[60]
- Nur wenige Meter nordwestlich des Kreuzes steht das 1894 im neoromanischen Stil fertiggestellte Mausoleum der Familie von Battenberg. Es wurde für Prinz Alexander von Hessen und bei Rhein (1823–1888) und seine morganatische Ehefrau Fürstin Julia von Battenberg (1825–1895) errichtet. 1902 wurden die beiden in ihre letzte Ruhestätte, ein Grab unter freiem Himmel, umgebettet[61] und das Mausoleum zur Gedächtniskapelle des zweiten Hauses Battenberg umgewidmet. Seitdem finden sich im Inneren zwei Gedenktafeln, die an beider jung verstorbene Söhne, Alexander und Heinrich erinnern; seit ca. 1990 auch ein 1978 angefertigtes Modell des Klosters nach einer Rekonstruktion von Günter Baisch (1948–2012). Baisch war Jugenheimer Mundartdichter, Heimatforscher und in vierter Generation ehrenamtlicher Gärtner im Kreuzgarten. Auf zwei historisierenden Buntglasfenstern sind linker Hand die heilige Elisabeth von Thüringen in ihrer Funktion als „Großmutter des Hauses Hessen“[62] und flankierend vom Betrachter zu ihrer Rechten gesehen die Heilige Perpetua, sowie auf der gegenüberliegenden Seite, um die Verbindungen des zweiten Hauses Battenberg mit dem europäischen Hochadel zu demonstrieren, der englische Hausheilige Georg von England und der orthodoxe Heilige Alexander Newski rechts von diesem dargestellt.

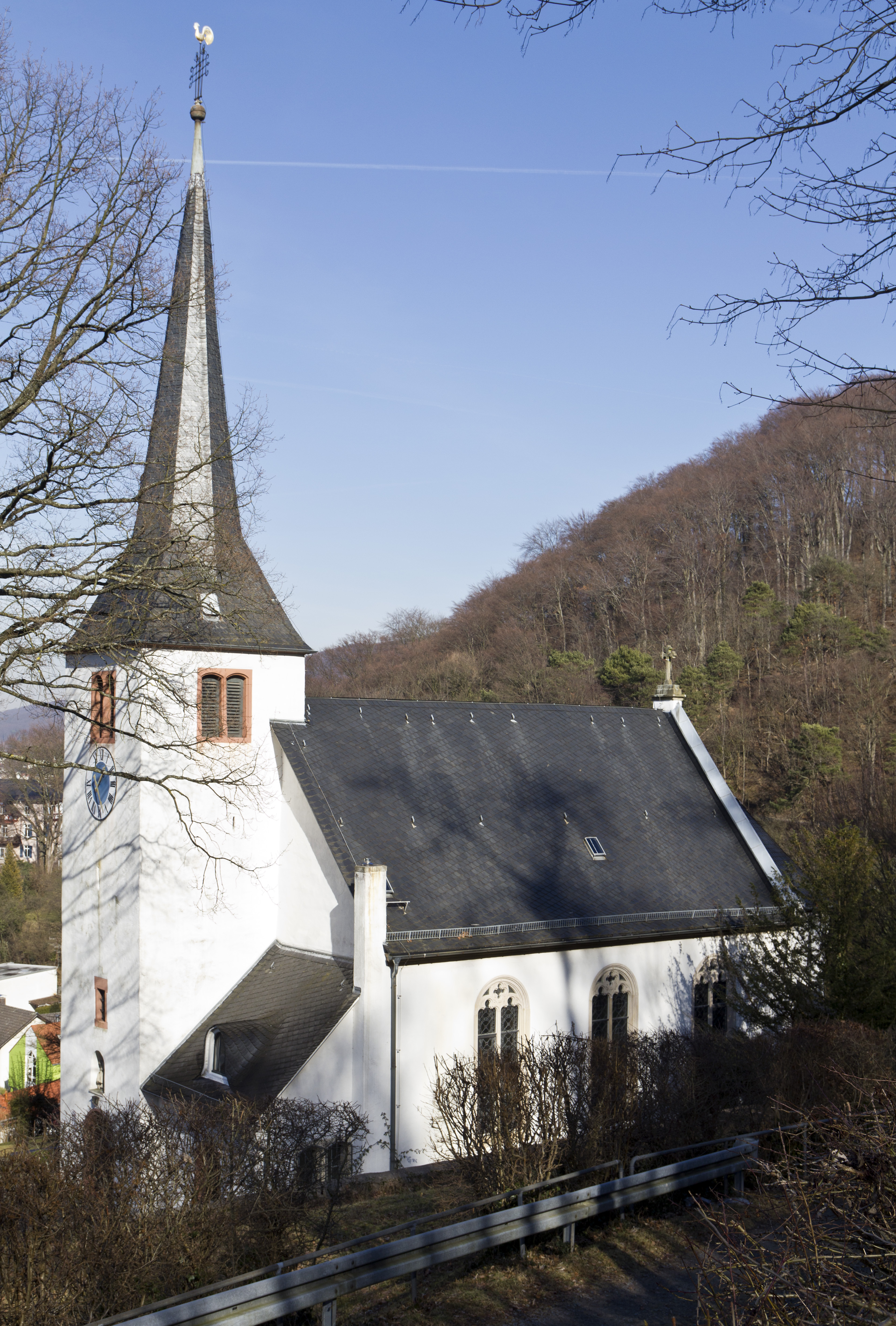
Bergkirche, erste urkundliche Erwähnung 1263, heute evangelisch
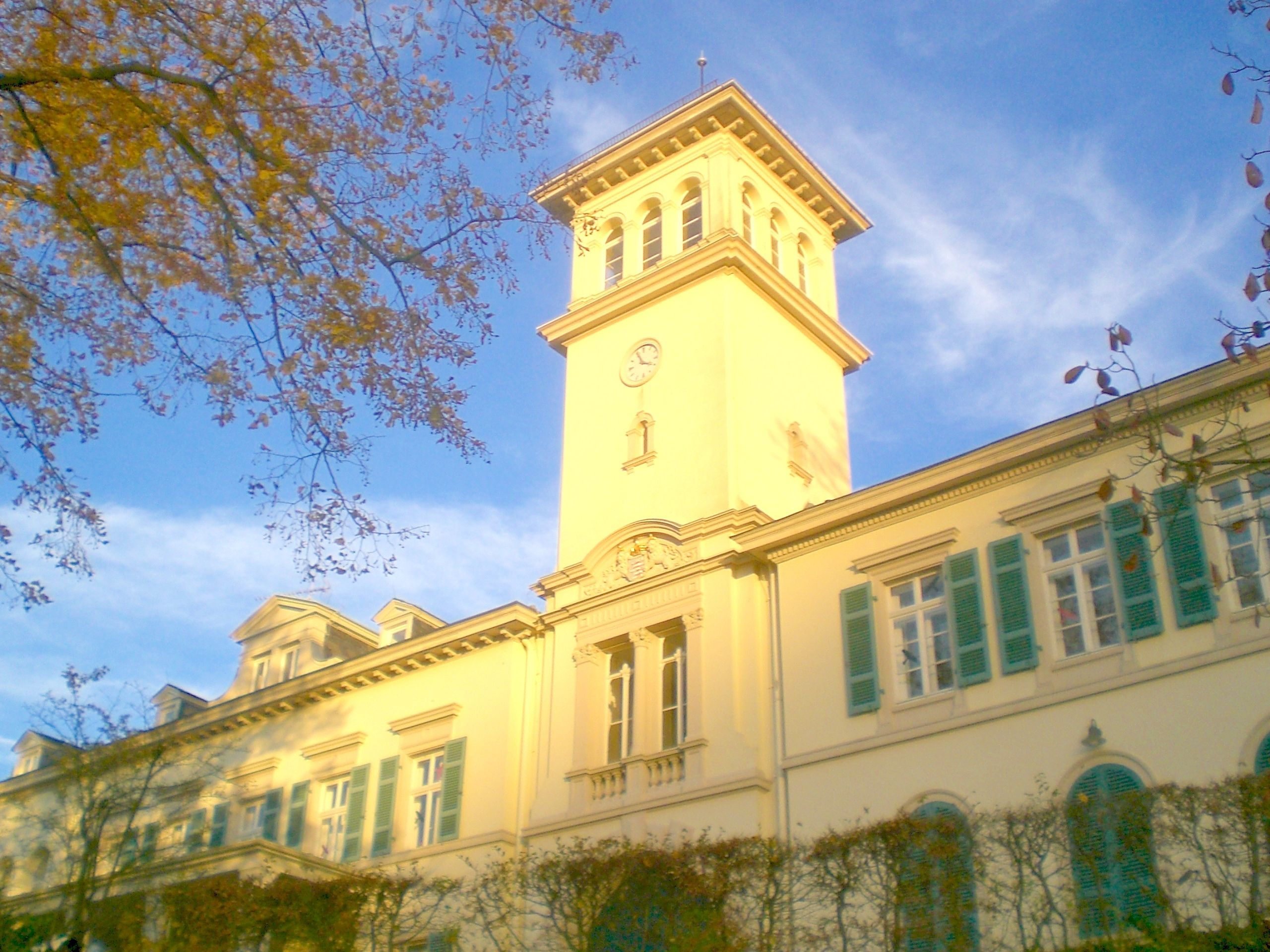
Schloss Heiligenberg: Vorderansicht mit hessischem Wappen am Turmaufsatz
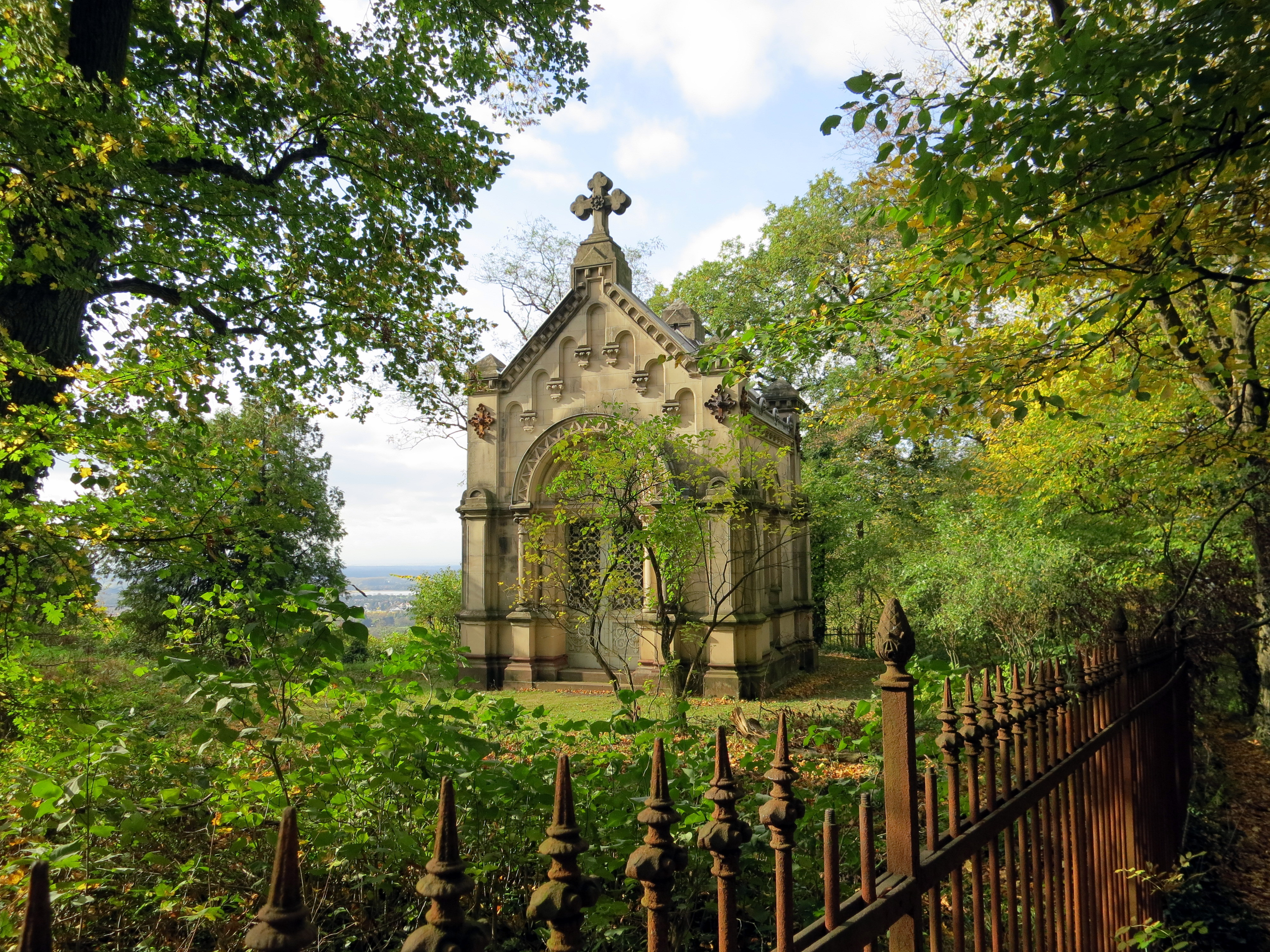
Das Mausoleum des zweiten Hauses Battenberg, jetzt Gedächtniskapelle
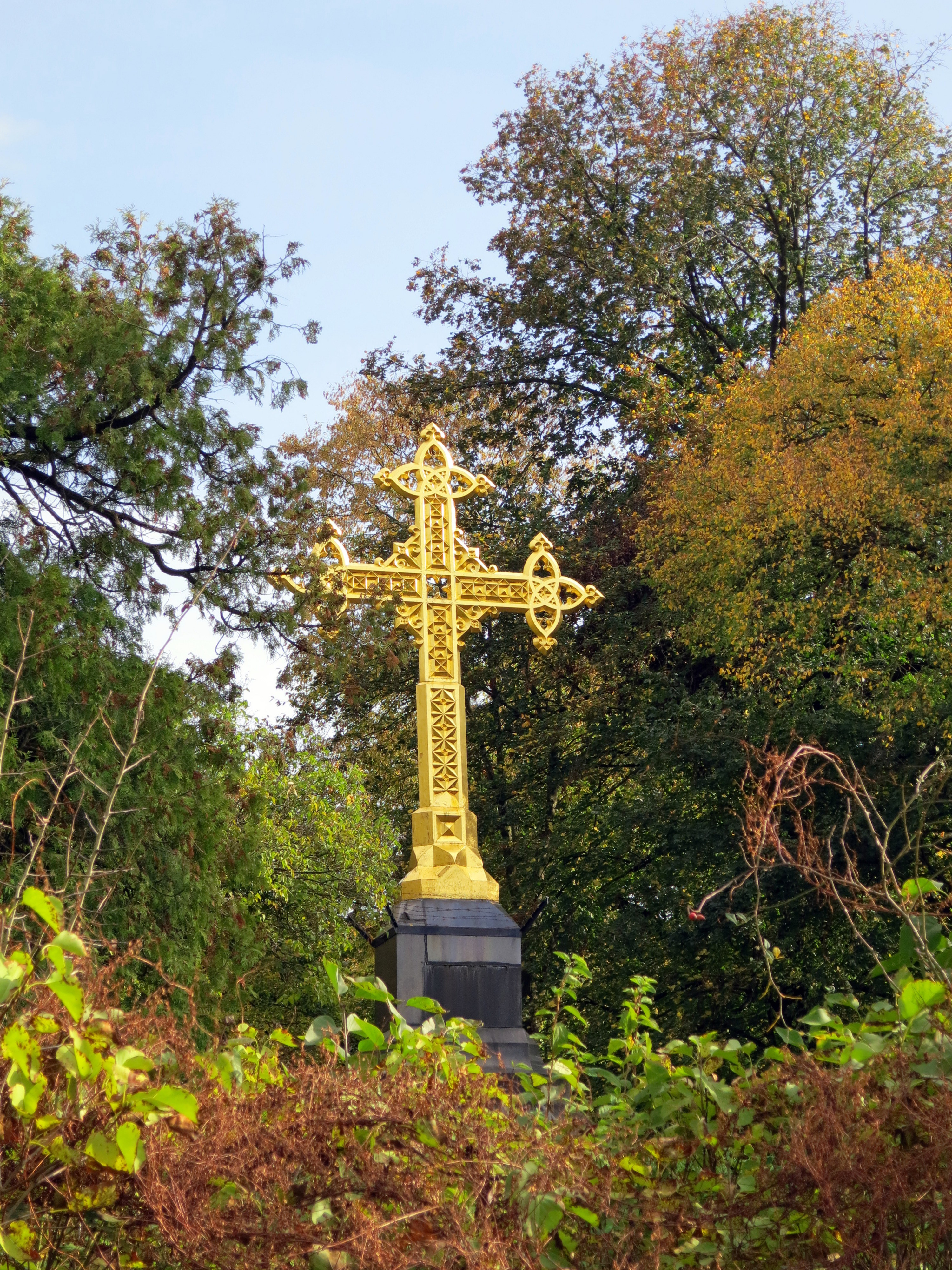
Das Goldene Kreuz, Wahrzeichen Jugenheims
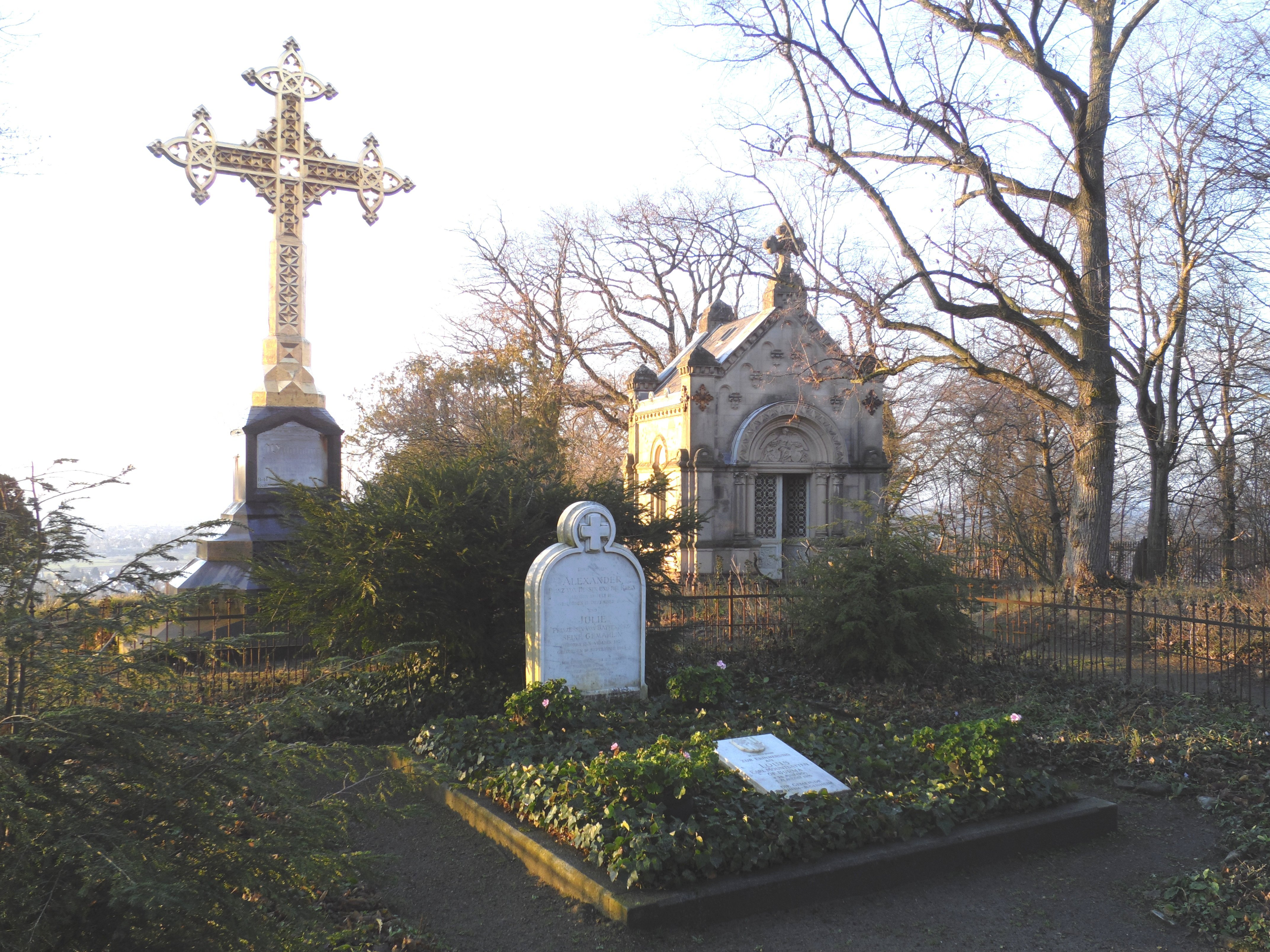
Goldenes Kreuz mit Gedächtniskapelle (bis 1902 Mausoleum) des zweiten Hauses Battenberg und davor letzte Ruhestätte des Prinzen Alexander von Hessen und bei Rhein und seiner Gemahlin Gräfin Julia Hauke (Hauck), Prinzessin von Battenberg
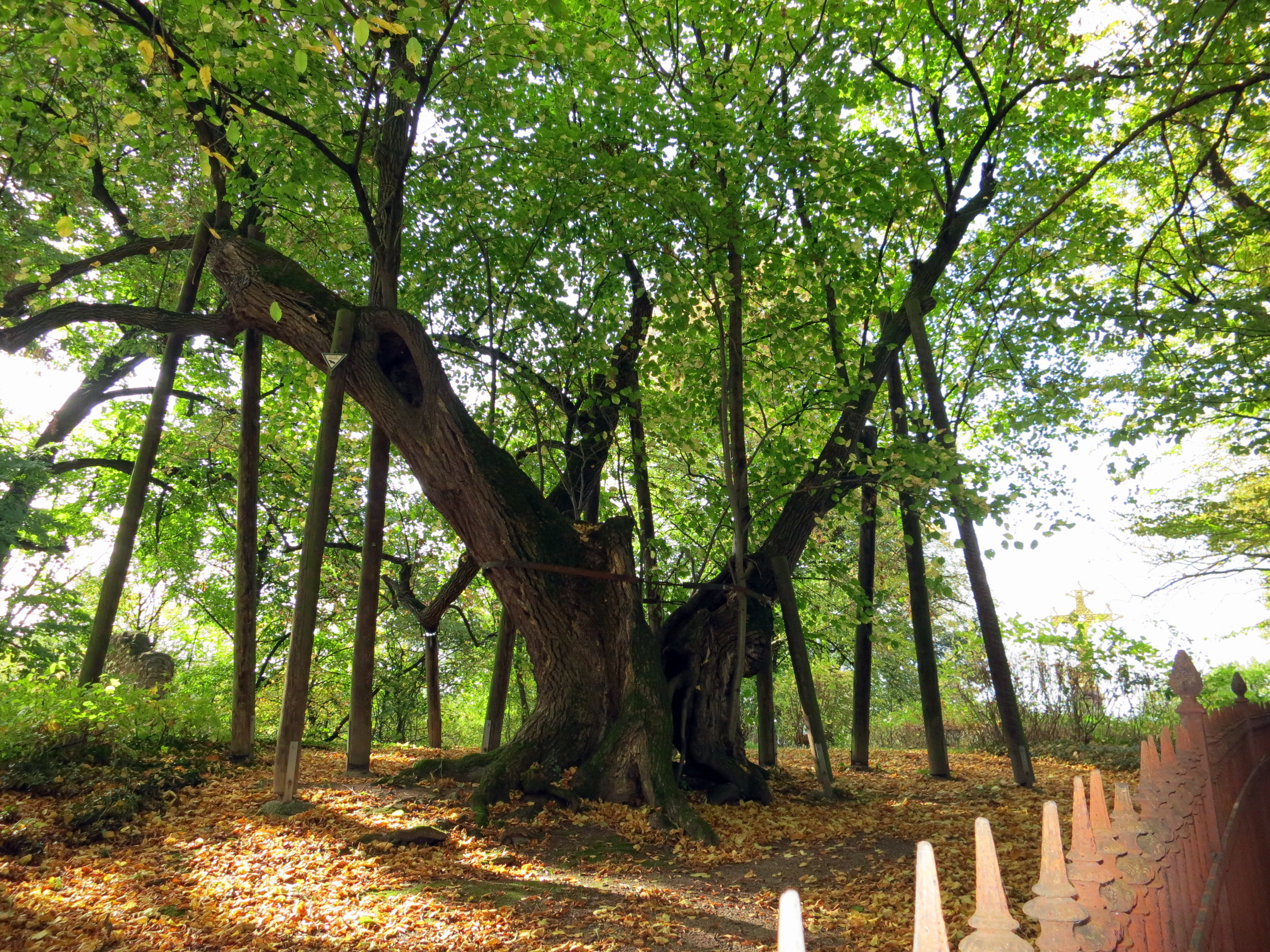
Naturdenkmal Centlinde, Platz des mittelalterlichen Centgerichts; im Hintergrund rechts das Goldene Kreuz

## Sage
Eine Sage über das Kloster wurde 1853 in einer Übersicht hessischer Sagen vom Germanisten und Schriftsteller Johann Wilhelm Wolf aufgeführt. Sie handelt von den Nonnen des Klosters, die in gewissen Nächten in ihren langen Kleidern, mit brennenden Kerzen und mit christlichen Gesängen die Kuppe des Klosters umrunden. Es wird weiter von einem unterirdischen Gang berichtet, der vom Kloster zum Dorf führte und von einem großen Hund bewacht wird.

## Umgebung
Der Heiligenberg ist Teil des Natura-2000-Schutzgebietes „Kniebrecht, Melibocus und Orbishöhe bei Seeheim-Jugenheim, Alsbach und Zwingenberg“ (FFH-Gebiet 6217-305).